# 政治权利
政治权利指在特定的社会经济关系及其体现的利益关系基础上，由政治权力确认和保障的社会成员和社会群体的主张其共同利益的法定资格。
政治权利是公民参与国家政治生活的一种身份或资格，对权利的定义繁多，主要有权利天赋说、权利自由说、权利利益说、权利力量说以及权利平等说等。